# Zla namjera
Zla vjera ili zla namjera (lat. mala fide) (lat. ablativ od mala fides: zla vjera), u zloj vjeri, zlonamjerno, nepošteno. Pojmom mala fide u pravu označuje se kad je određena osoba pri sklapanju kakva posla ili u obavljanju čina svjesna da postupa nepošteno i neskladno s pravnim poretkom. Suprotno je bona fide, u dobroj vjeri, pošteno.